# Карачевський Станіслав Володимирович
Станісла́в Володи́мирович Караче́вський (19 квітня 1981, Бердянськ, Запорізька область — 6 квітня 2014, Новофедорівка, Сакський район Автономна Республіка Крим) — український військовослужбовець, майор Військово-Морських Сил ЗСУ, вбитий російськими військовими під час окупації Криму.

## Життєпис
Станіслав Карачевський народився у місті Бердянську. 1998 року закінчив бердянську ЗОШ № 5. Займався спортом — плаванням і баскетболом. Ходив у клуб «Современник», на кружки «Брейн-ринг» і «Що? Де? Коли?», брав участь у шкільному КВК.
Навчався в Севастопольському військово-морському інституті імені Нахімова. Коли був курсантом, винаймав квартиру, де познайомився з внучкою хазяйки Ольгою. У 2005 році Станіслав і Ольга одружилися. По закінченні інституту Станіслав рік служив в Очакові, по тому його частину перевели в Крим. Проходив службу на посаді начальника оперативного відділення штабу 10-ї Сакської окремої морської авіаційної бригади (в/ч А1100) Військово-Морських Сил ЗСУ. 
22 березня 2014 року відбувся штурм, який завершився остаточним захопленням Сакської авіабази. Після захоплення Криму російськими окупантами майор Карачевський залишився вірним присязі народу України та очікував виїзду на материк разом з іншими українськими військовиками.

## Смерть
6 квітня 2014 року близько 23:40 майора Станіслава Карачевського застрелив молодший сержант Чорноморського флоту РФ Зайцев Є. С. двома пострілами впритул з автомата АК-74. Трагедія сталася в коридорі на п'ятому поверсі офіцерського гуртожитку № 3 на вулиці Марченка, 2А в смт Новофедорівка, Сакський район, АР Крим. За повідомленням Міністерства оборони України, попередньо встановлено, що одна куля влучила українському офіцеру в груди, друга — в район ока, сліди крові ведуть від третього поверху, тож припускають, що тіло загиблого перемістили. Товариш загиблого — офіцер оперативного відділення штабу військової частини капітан Єрмоленко Артем Володимирович по звірячому побитий, заарештований солдатами РФ та переданий до Севастопольської військової комендатури ЧФ РФ, де його тримали кілька днів. За словами свідків, приблизно в час смерті офіцера, в коридорах гуртожитку були чутні вибухи та постріли. На місце події виїжджали оперативна група Сакського МВ міліції, військова прокуратура та слідчий Слідчого комітету РФ.
Як заявив на брифінгу заступник начальника Головного командного центру Збройних Сил України генерал-майор Олександр Розмазнін, майор Станіслав Карачевський допомагав збирати речі капітану Артему Єрмоленку, готуючись до відправки на материкову частину України. Вони поверталися ще з одним товаришем додому. Пройшли повз КПП своєї частини, де на той час вже стояли озброєні військовослужбовці РФ. Зав'язалася розмова. Після цих перемовин росіяни викликали групу підсилення. Українські офіцери намагалися знайти притулок у гуртожитку. В процесі переслідування на всіх п'яти поверхах росіяни підірвали світло-шумові гранати. Капітан Єрмоленко зумів заховатися в кімнаті. В цей час вбивця — російський молодший сержант — застрелив з автомата майора Карачевського: одну кулю — в тулуб, іншу — в голову. В Міністерстві оборони України також спростували інформацію, розповсюджену російською стороною задля виправдання вбивці, про те, що майор Карачевський перебував у нетверезому стані.
Товариші по зброї загиблого офіцера повідомили, що його убили зразу, поранення було фатальним, фактично це був розстріл. При цьому, за попередніми домовленостями окупантів у гуртожитку взагалі не повинно бути — вони несуть службу на контрольно-пропускному пункті частини. Командир Сакської морської авіаційної бригади Ігор Бедзай зазначив: російський солдат запевняв, що спочатку стріляв у повітря, а як убив – не розуміє. Натомість, українські військові виявили кулі у стіні.
За словами очевидця подій старшого льотчика бригади Михайла Горбатюка, ініціаторами конфлікту були російські військові. «Сюди прийшли люди з автоматами, ми їх вмовляли піти назад на КПП, щоб не провокувати конфліктів. Потом з'явилася група захвату, вони побігли у гуртожиток, і почалась стрільба», - розповів Михайло. Російських окупантів не зупинило й те, що в гуртожитку перебували дружини і діти українських військових.
11 квітня 2014 року, українського офіцера з військовими почестями поховали на Центральній алеї міського кладовища міста Бердянська.

## Суд над вбивцею
13 березня 2015 року Кримський військовий гарнізонний суд (утворений російською окупаційною владою в анексованому Криму) засудив вбивцю — молодшого сержанта ЗС РФ Євгенія Зайцева до 2 років колонії за ч. 1 ст. 105 КК РФ (вбивство).

## Сім'я
У Станіслава Карачевського залишилися дружина Ольга та двоє дітей, — 5-річний син Влад і 4-річна донька Соня. Ольга з дітьми виїхала з Криму разом з бригадою в Миколаїв 9 квітня 2014 року. Їй запропонували працевлаштуватися у військову частину, і вона погодилася, старший матрос ВМС ЗСУ. Мати Станіслава після поховання сина приїхала з Бердянська в Миколаїв, щоб допомагати Ользі з дітьми. У червні 2015 для сім'ї офіцера придбали квартиру в центрі Миколаєва коштом меценатів міста, а також провели ремонт. У січні 2016 Ольга з дітьми заселилися у нове житло.

## Відзнаки, нагороди та вшанування
- Медаль «15 років Збройним Силам України»
- Медаль «За сумлінну службу» III ст.
- почесний громадянин Бердянська (посмертно)
- 1 вересня 2015 року в бердянській ЗОШ № 5 відкрито меморіальні дошки випускникам Володимиру Довганюку та Станіславу Карачевському[7].